# 한밤중 메이크가 신경쓰였기 때문에
한밤중 메이크가 신경쓰였기 때문에(일본어: 夜中メイクが気になったから)는 OBC 라디오 오사카에서 방송중인 일본의 성우 라디오 프로그램이다. 별칭은 요나키 (よなき), 요나키니 라지오 (よなきにラジオ), Yonaka이다.
담당 성우는 다카하시 치아키, 아이미, 52화(2013년 5월 26일)까지는 우에사카 스미레였으며 62화(2013년 8월 18일)부터는 치스가 하루카가 이어서 출연하게 되었다.

## 방송
2012년부터 현재까지 매주 일요일 오후 9시 30분부터 10시 30분까지 라디오 오사카를 통해 방송된다. Radio Station 響(히비키)에서 매주 월요일마다 녹화 영상을 배포하며, 니코니코 동화에서도 생방송 채널 동시 방송을 하고있다.